# Chapbook

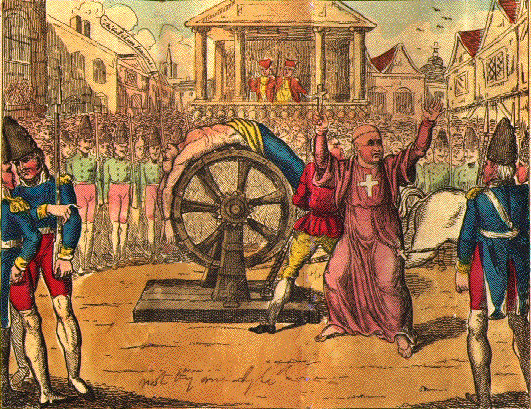
Portada d'un chapbook de finals del s. XVII o principis del s..

Chapbook és un terme genèric per anomenar un tipus particular de pamflet de mida de butxaca molt popular a Anglaterra des del segle XVI fins a finals del segle XIX. No se li pot aplicar una definició exacta; el chapbook pot ser qualsevol cosa que embena un chapman, que era una espècie de quincallaire especialitzat en la compravenda d'aquests chapbooks.
El terme chapbook va ser definit pels bibliòfils del segle xix com una varietat d'ephemera (material efímer), terme grec utilitzat en part d'Europa per referir-se al conjunt de totes les varietats de material imprès d'un sol ús.
Això incloïa també diversos tipus de material d'impremta, tals com pamflets, tractats polítics i religiosos, poemes, llegendes, contes infantils o almanacs en els quals s'incloïen aquests llibrets d'un sol ús. Els chapbooks amb il·lustracions eren molt populars.